# Spilogona novaesibiriae
Spilogona novaesibiriae este o specie de muște din genul Spilogona, familia Muscidae. A fost descrisă pentru prima dată de Frey în anul 1915. Conform Catalogue of Life specia Spilogona novaesibiriae nu are subspecii cunoscute.